# St. Kilian und Gefährten (Fabrikschleichach)

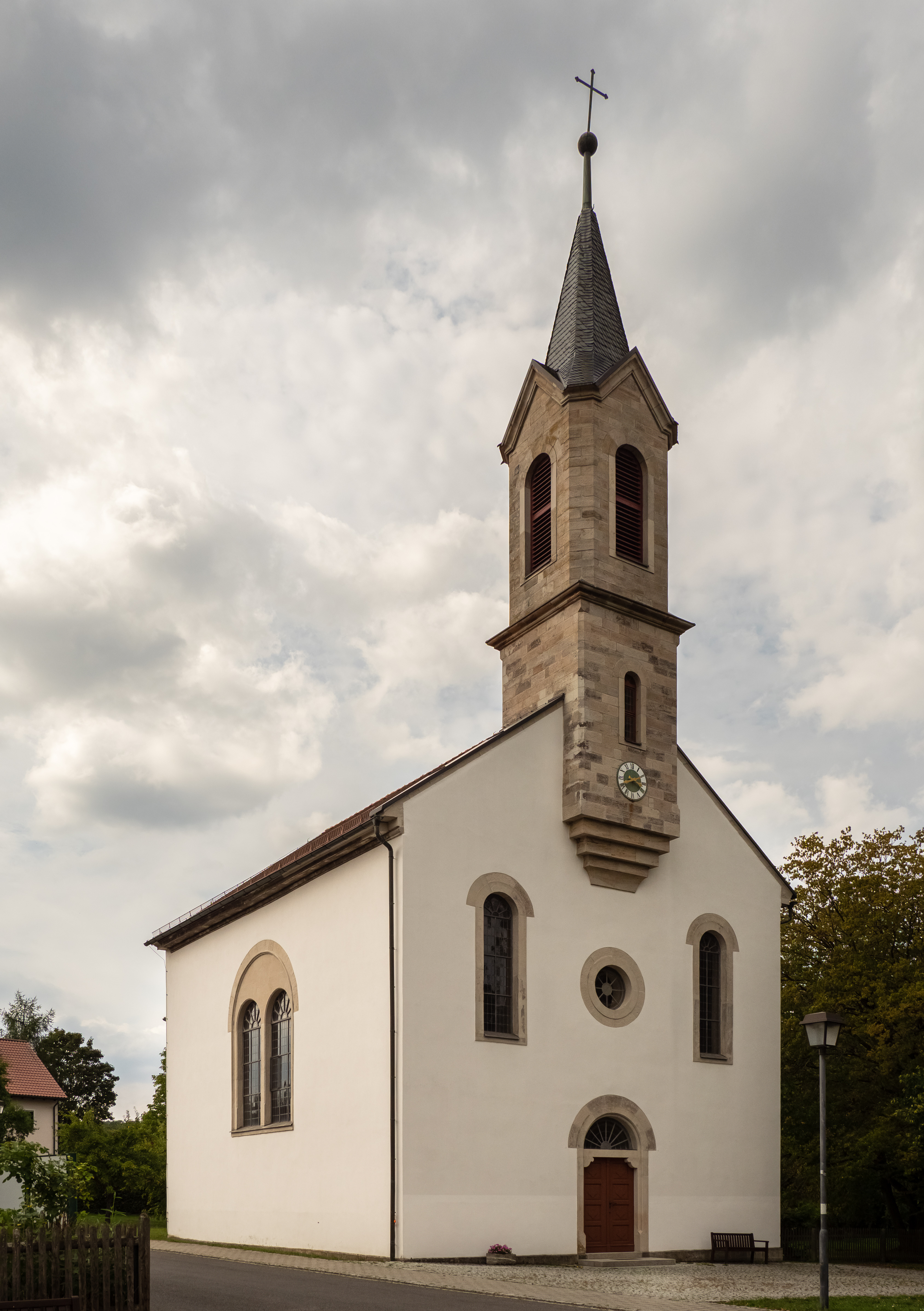
St. Kilian und Gefährten (Fabrikschleichach)

Die römisch-katholische Kuratiekirche St. Kilian und Gefährten ist ein Kirchengebäude, das in Fabrikschleichach steht, einem Gemeindeteil von Rauhenebrach im unterfränkischen Landkreis Haßberge in Bayern. Das denkmalgeschützte Bauwerk geht auf eine Kapelle aus dem Anfang des 18. Jahrhunderts zurück. Die Pfarrei gehört zur Pfarreiengemeinschaft Heilig Geist (Rauhenebrach) im Dekanat Haßberge des Bistums Würzburg.

## Beschreibung
Zur Gründung des Dorfes entstand 1706 die erste Kapelle. Die heutige Saalkirche aus einem Langhaus und dem eingezogenen, dreiseitig geschlossenen Chor im Westen wurde 1875 im Rundbogenstil gebaut. Im Osten des Langhauses wurde der Kirche ein zweigeschossiger, mit einem achtseitigen, schiefergedeckten spitzen Helm bedeckter Giebelreiter aus Quadermauerwerk aufgesetzt. Sein erstes Geschoss beherbergt die Turmuhr, sein zweites den Glockenstuhl. 1995 wurde der Innenraum des Chors neu gestaltet und eine Statuette des heiligen Kilian aus dem 11. Jahrhundert aufgestellt. Im Jahr 2009 wurde eine Darstellung des Kreuzweges aus dem 19. Jahrhundert aufgehängt. Auf der Empore im Osten steht eine Orgel.